# Fi Tauri
Fi Tauri (φ Tauri , förkortat Fi Tau, φ Tau) som är stjärnans Bayerbeteckning, är en ensam stjärna belägen i den norra delen av stjärnbilden Oxen. Den har en skenbar magnitud på 4,96 och är synlig för blotta ögat. Baserat på parallaxmätning inom Hipparcosuppdraget på ca 10,2 mas, beräknas den befinna sig på ett avstånd av ca 321 ljusår (98 parsek) från solen. På detta avstånd minskar stjärnans skenbara magnitud med en skymningsfaktor på 0,27 beroende på interstellärt stoft.

## Egenskaper
Fi Tauri är en orange till röd jättestjärna av spektralklass K1 III. Den har en massa som är omkring 1,35 gånger större än solens massa och en radie som är 19 gånger solens. Den utsänder från dess fotosfär ca 131 gånger mera energi än solen vid en effektiv temperatur på ca 4 480 K.
Fi Tauri har en visuell följeslagare av magnitud 7,51 lokaliserad med en vinkelseparation på 48,80 bågsekunder vid en positionsvinkel på 258° (2015). Paret bildar en gul och blå dubbelstjärna som kan upplösas med ett litet teleskop. En svagare följeslagare av magnitud 12,27 ligger med en separation på 118,10 bågsekunder vid en positionsvinkel av 25° (2001).